# Dietershofen (Meßkirch)
Das Dorf Dietershofen ist ein Teilort der Stadt Meßkirch mit 143 Einwohnern (männl. 77, weibl. 66 [Stand: Dez. 2023]) im Landkreis Sigmaringen (Baden-Württemberg). Zu Dietershofen gehört der Ort Buffenhofen.

## Geographie

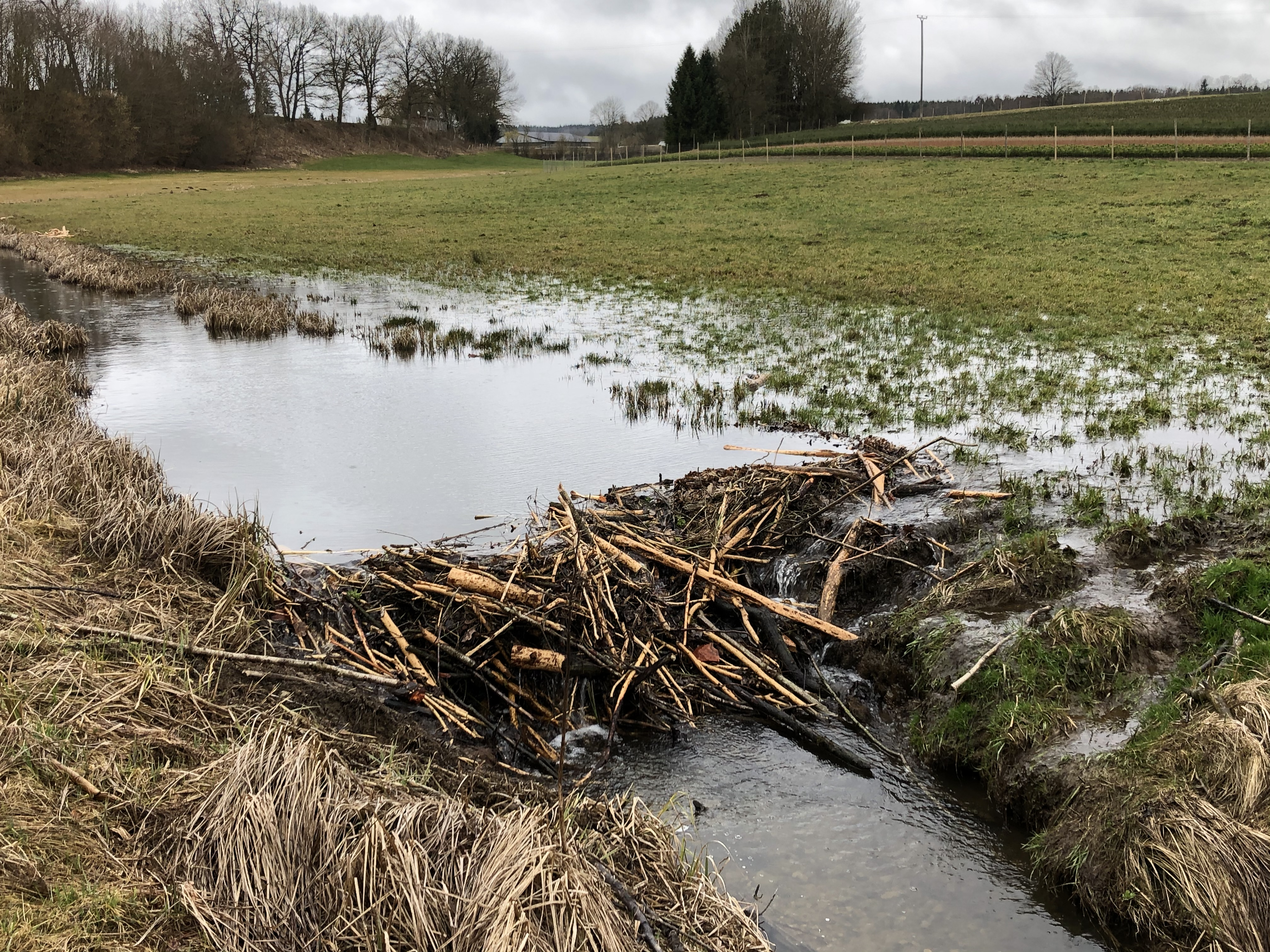
Biberdamm am Ringgenbach (Februar 2020)

Dietershofen liegt etwa fünf Kilometer südöstlich der Kernstadt im so genannten „Täle“, am Ringgenbach, der vier Kilometer nördlich in die Ablach mündet. Die Gemarkungsfläche umfasst rund 405 Hektar (Stand: 31. Dezember 2010).

## Geschichte
Die erste urkundliche Erwähnung des Dorfes stammt aus dem Jahre 1236 als Dietershouen. Im Jahre 1265 folgt eine weitere bei einer Güterschenkungen an das Kloster Wald. Da Dietershofen aber bereits im Jahr 1261 der Sitz eines Dekans namens Burkhard war, könnte die Gründung des Ortes schon wesentlich früher erfolgt sein. Der Name soll auf einen Dietrich zurückzuführen sein, der hier einen Hof besaß. Der Ort lag ursprünglich im Bereich der Goldineshuntare, dann im Gau Ratoldesbuch und später in der Grafschaft Sigmaringen.
Im 14. Jahrhundert wurden die Grafen von Rohrdorf als Herren genannt, die den Besitz oder die Rechte im 15. Jahrhundert an die Grafen von Zimmern und die Stadtkirche von Meßkirch übertrugen. Das Kloster Wald erwarb 1343 erstmals Grundbesitz in Dietershofen und konnte ab dem Jahr 1412 das ganze Pfarrdorf sein Eigen nennen. In der Folge war das Kloster Wald bis 1806 Ortsherr, dann ging der Besitz durch die Säkularisation aufgrund des Reichsdeputationshauptschlusses auf Hohenzollern-Sigmaringen über. Die Inhaber der Grafenrechte wechselten mit den Inhabern der Grafschaft Sigmaringen, bis die Rechte 1783 mit der Schirmherrschaft über Kloster Wald von Hohenzollern-Sigmaringen an Österreich übergingen. Von 1806 an gehörte das Dorf zum fürstlichen und seit 1850 als Teil der Hohenzollernschen Lande bis 1862 zum preußischen Oberamt Wald, seitdem zum Oberamt Sigmaringen, das 1925 im Kreis Sigmaringen aufging.
Seit seiner Eingemeindung am 1. Januar 1975 im Zuge der Gemeindereform ist Dietershofen ein Stadtteil von Meßkirch.

## Wappen
Blasonierung: In gespaltenem Schild vorne in Schwarz ein doppelreihig rot-silbern geschachter Schrägbalken, hinten in Gold drei schreitende schwarze Leoparden übereinander.
Der Zisterzienserbalken in der vorderen Schildhälfte erinnert an die einstige Zugehörigkeit des Ortes zum Kloster Wald (1412–1806), das schon im 13. Jahrhundert dort Besitz hatte. Die drei Leoparden sind das Wappen der Truchsessen von Waldburg-Rohrdorf, denen im 13. Jahrhundert Rechte im Gemeindeteil Buffenhofen gehörten.
Das Wappen war der Vorschlag des Staatsarchivs Sigmaringen vom Jahre 1947. Die Verleihung erfolgte am 8. November 1947 durch das Innenministerium Württemberg-Hohenzollern (Nr. IV 3012 B Nr. 1).

## Kultur und Sehenswürdigkeiten

### Bauwerke

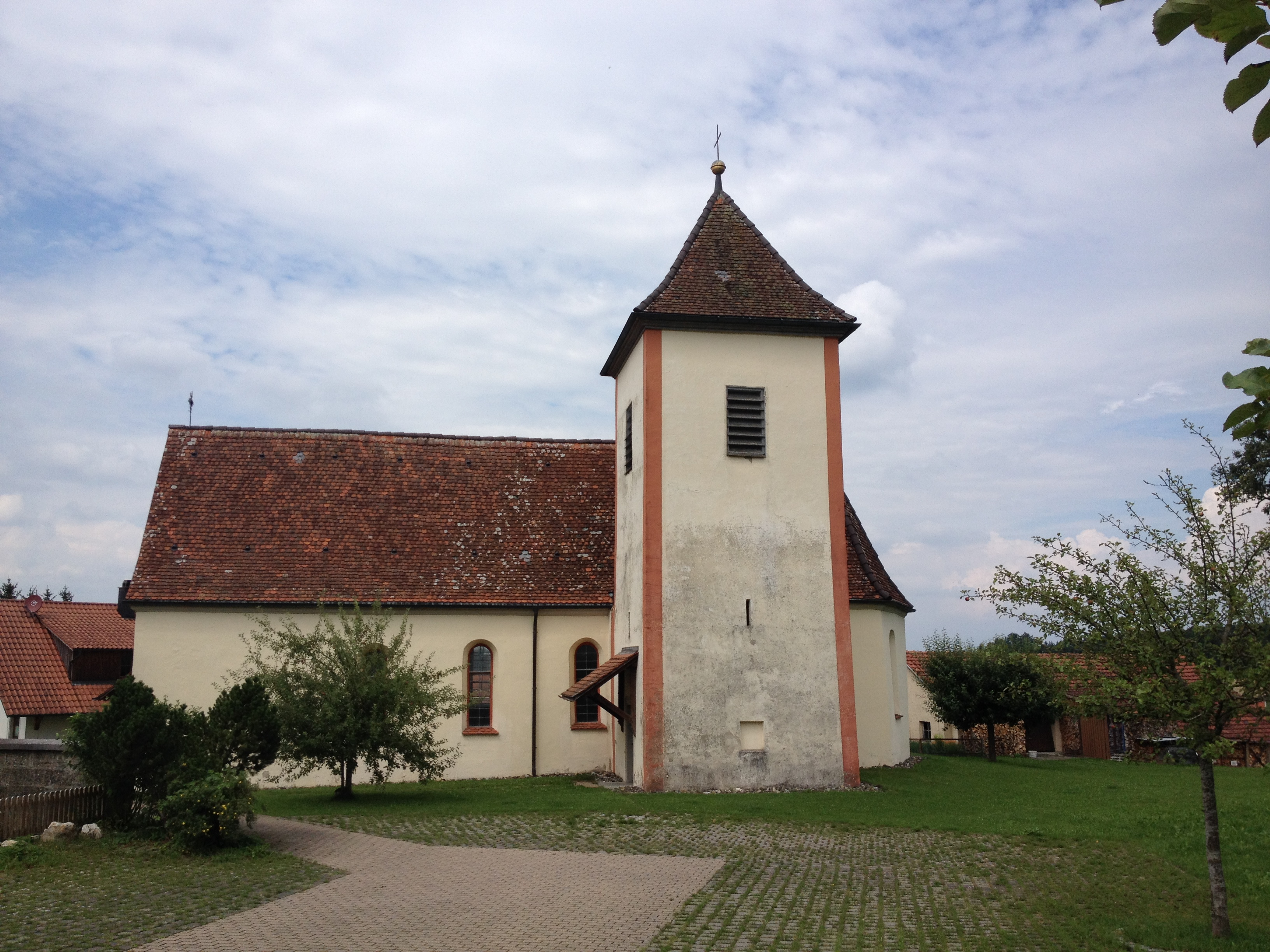
Pfarrkirche St. Nikolaus

- Die Pfarrkirche St. Nikolaus dürfte bereits im 13. oder 14. Jahrhundert existiert haben, eine urkundliche Erwähnung der Pfarrei Dietershofen datiert in das Jahr 1259. Das genaue Baujahr dieser ursprünglichen Mutter-Gottes-Kirche ist nicht bekannt. Ab dem Jahr 1501 ist sie dem Heiligen Nikolaus geweiht. Sie wurde 1711, 1734, 1775–84, 1809 und 1836–38 in ihrem baulichen Bestand beziehungsweise in ihrer inneren Gestaltung verändert. Die kunstvolle Ausstattung stammt aus der Hand von Johann Felizian Hegenauer. Das Altarbild ist von 1884. Im letzten Jahrhundert wurde sie zwei Mal renoviert, zuerst im Jahr 1947 und dann noch einmal zwischen 1979 und 1981, dabei erhielt die Kirche eine neue Orgel von Orgelbau Pfaff.[5]

### Regelmäßige Veranstaltungen
Zu den regelmäßigen Veranstaltungen in Dietershofen zählt das jährlich stattfindende Fronleichnam-Gartenfest.

## Persönlichkeiten

### Ehrenbürger
- Anton Gabele (1890–1966), Volksschriftsteller und Träger des Bundesverdienstkreuzes. Als besondere Auszeichnung für seine Verdienste um seine Heimat wurde ihm 1950 von seiner Heimatgemeinde Dietershofen-Buffenhofen die Ehrenbürgerwürde verliehen.

## Anmerkung
1. ↑  Gemarkungsfläche 4.050.684 m²

## Quelle
- Tälegemeinde. In: Südkurier vom 30. August 2008